# Троицк (станция)
Троицк — железнодорожная станция Челябинского региона Южно-Уральской железной дороги, расположена в городе Троицке Челябинской области. Участковая станция второго класса на участке Еманжелинск — Золотая Сопка. К станции примыкают двухпутные электрифицированные перегоны с обгонного пункта Кумысное и станции Золотая Сопка.

## История
Станция была создана в 1912 году при строительстве железнодорожной линии Полетаево — Троицк. На станции находилось управление дороги, депо на 5 стойл с поворотным кругом, вокзал и здания складов, а также дома для работников. При создании станция насчитывала 7 путей.

## Принадлежность станции
- до 1924 года Троицкая железная дорога;
- до 1930 года Самаро-Златоустовская железная дорога;
- до 15.04.1934 года Пермская железная дорога;
- до 1946 года Южно-Уральская железная дорога;
- до 30.03.1960 года Троицкое отделение Южно-Уральской железной дороги;
- до 2001 года Карталинское отделение Южно-Уральской железной дороги;
- до 03.2005 года Карталинский регион Челябинского отделения Южно-Уральской железной дороги;
- до 2009 года Карталинское отделение Южно-Уральской железной дороги;
- до 01.01.2011 года Челябинское отделение Южно-Уральской железной дороги;
- с 01.01.2011 года Челябинский регион Южно-Уральской железной дороги;

## Описание
Станция продольного типа, имеет два приёмо-отправочных парка (Северный и Южный) и Сортировочный парк, расположенный параллельно с Южным приёмо-отправочным. Северный парк грузовой имеет 6 путей (все электрифицированы), ранее было 8. Южный парк также имеет 6 электрифицированных путей, между первым и вторым путями расположена низкая пассажирская платформа длиной 410 метров. У третьего пути низкая боковая пассажирская платформа длиной 210 метров с вокзалом.

## Пассажирское движение

### Дальнего следования
По состоянию на декабрь 2018 года через станцию курсируют следующие поезда дальнего следования:

#### Круглогодичное движение
| № поезда | Маршрут движения         | № поезда | Маршрут движения         |
| -------- | ------------------------ | -------- | ------------------------ |
| 39       | Челябинск — Астана       | 40       | Астана — Челябинск       |
| 121      | Екатеринбург — Оренбург  | 122      | Оренбург — Екатеринбург  |
| 317      | Барановичи — Караганда   | 318      | Караганда — Барановичи   |
| 341      | Нижневартовск — Оренбург | 342      | Оренбург — Нижневартовск |
| 343      | Челябинск — Адлер        | 344      | Адлер — Челябинск        |
| 345      | Нижневартовск — Адлер    | 346      | Адлер — Нижневартовск    |
| 365      | Челябинск — Ташкент      | 366      | Ташкент — Челябинск      |
| 379      | Новый Уренгой — Оренбург | 380      | Оренбург — Новый Уренгой |

#### Сезонное движение
| № поезда | Маршрут движения                  | № поезда | Маршрут движения                  |
| -------- | --------------------------------- | -------- | --------------------------------- |
| 241      | Иркутск — Адлер                   | 242      | Адлер — Иркутск                   |
| 249      | Новокузнецк — Имеретинский курорт | 250      | Имеретинский курорт — Новокузнецк |
| 251      | Барнаул — Адлер                   | 252      | Адлер — Барнаул                   |
| 269      | Чита — Адлер                      | 270      | Адлер — Чита                      |
| 273      | Северобайкальск — Адлер           | 274      | Адлер — Северобайкальск           |

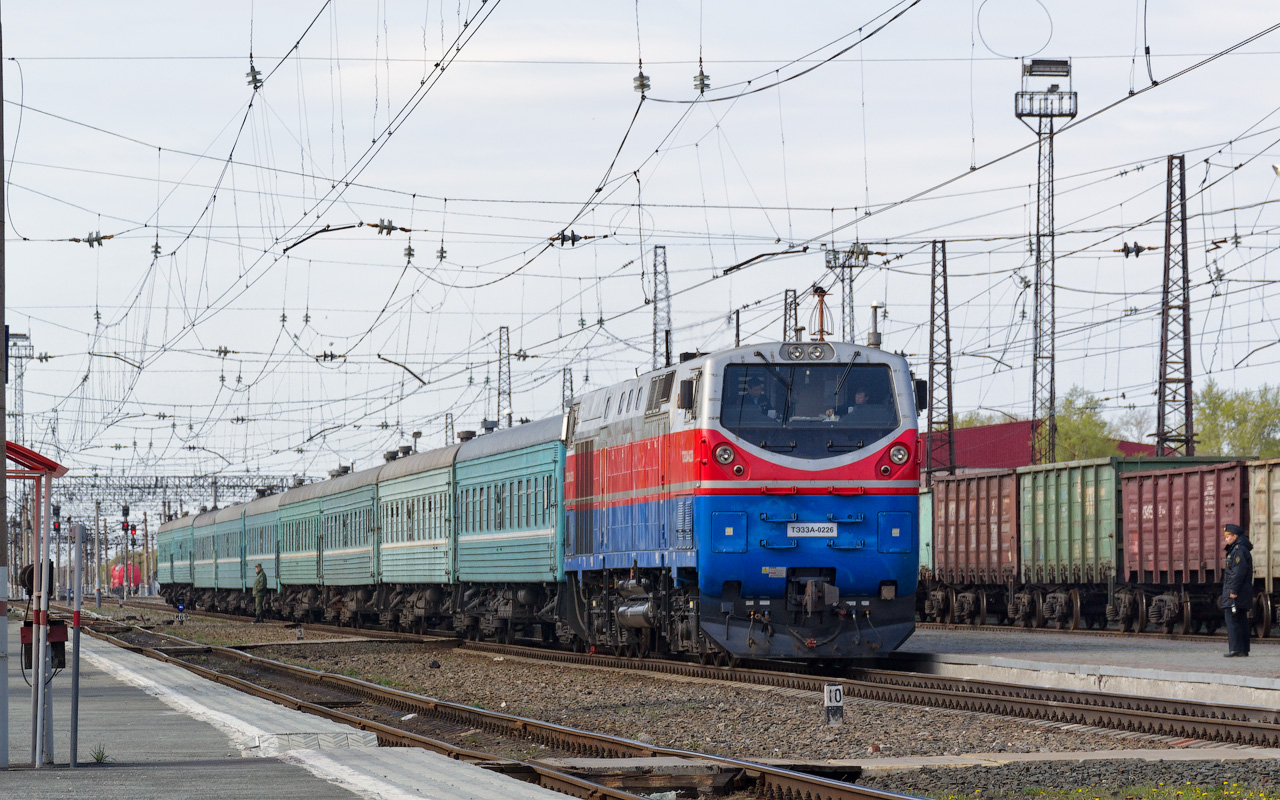
Тепловоз ТЭ33А-0228 c пассажирским поездом № 39 Санкт-Петербург — Астана на станции
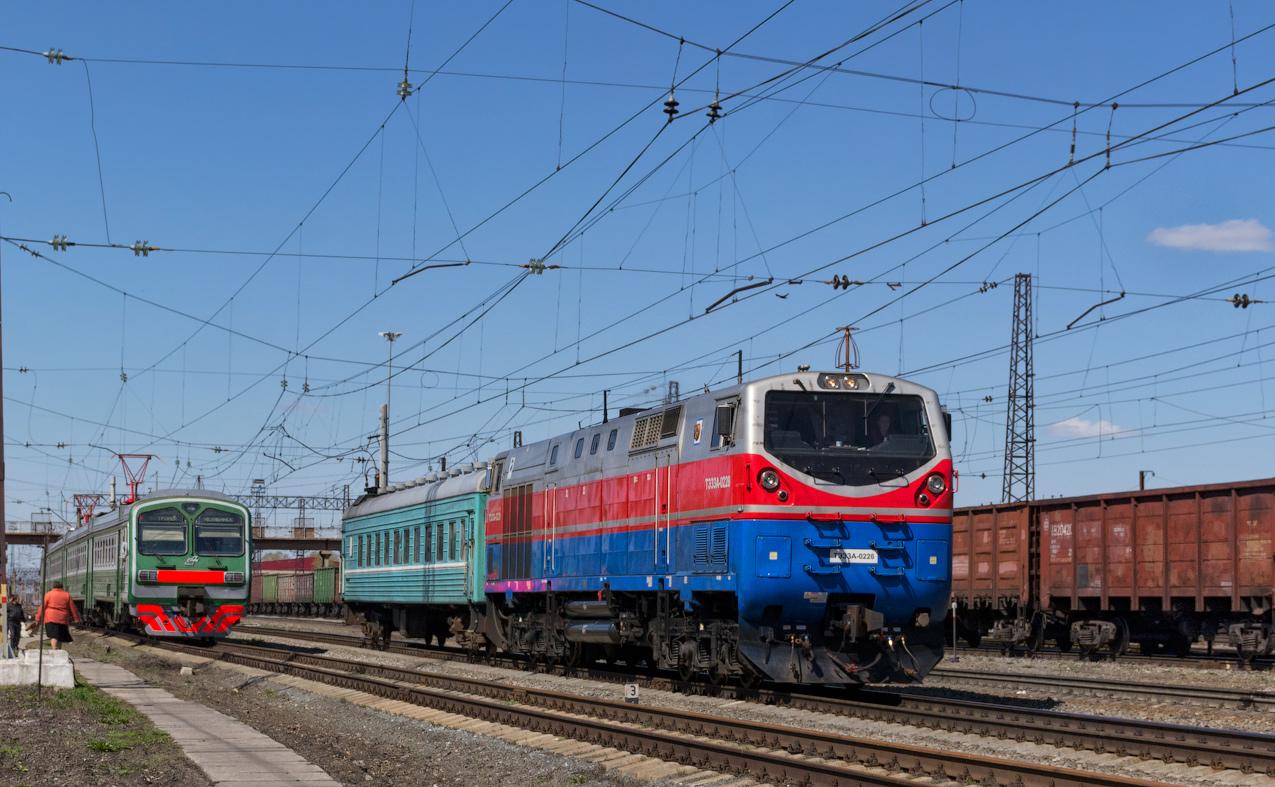
Тепловоз ТЭ33А-0228 c пригородным поездом № 6813 Троицк — Кустанай и электропоезд ЭД4М на станции

## Интересные факты
- По проекту вокзал Троицк должен был иметь иконостас[4].